# Druckfahne

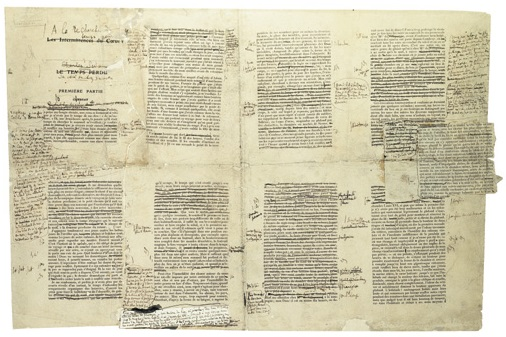
Erste Satzfahne von A la recherche du temps perdu: Du côté de chez Swann mit handschriftlichen Notizen von Marcel Proust.

Eine Druckfahne (auch einfach nur Fahne oder Satzfahne, Korrekturfahne, Korrekturabzug, Korrekturbogen, Fahnenabzug) bezeichnet insbesondere im klassischen Letternsatz (Bleisatz) einen auf losen Blättern oder Streifen hergestellten Abzug eines gesetzten, aber noch nicht auf Seitenformat gebrachten Druckwerkes, das u. a. Autoren, Lektoren und Korrektoren zur Fehlerüberprüfung (Revision) dient.
Sofern nicht traditionsgemäß noch die alten Begriffe oder das verkürzende Fahne genutzt werden, spricht man seit Einführung der digitalen Drucktechniken in diesem Zusammenhang von einem Fahnenausdruck.

## Entwicklung der Begriffsetzungen
Der Begriff „Abzug“ geht bereits auf die Praxis von Handpressen  zurück, einen Papierbogen mit einer Bürste (Bürstenabzug) oder einem Druckerballen gegen den eingefärbten Satz zu drücken und so ein erstes Druckbild abzuziehen. Mit dem Aufkommen maschineller Drucktechniken meinte ein Abzug dann generell das Ergebnis einer bedruckten Seite.
Mit dem heute in der Regel genutzten Desktop-Publishing zur Erstellung gedruckter Medien spricht man nicht mehr von einem Abzug, sondern von einem „Ausdruck“ mittels eines Druckers. Es beginnt mit „Rohausdrucken“ eines Typoskriptes in Seitenhöhe oder einem „Rohumbruch“ ohne Berücksichtigung von Umbruchregeln und z. B. einer Zuordnung von Bildern und Tabellen, in dem die Korrekturen für die endgültige Fassung angebracht werden können.
Anschließend werden Probeseiten des kompletten Druckwerks im endgültigen Layout ausgedruckt und als lose Seitensammlung den Autoren oder/und Auftraggebern für Korrekturen als Korrekturausdruck bzw. Fahnenausdruck zur Verfügung gestellt. Erst wenn dieser Überprüfungsprozess abgeschlossen ist, erfolgt die endgültige Druckfreigabe.

## Weitere Nutzungen
Auch Rezensenten wird zuweilen der Fahnenausdruck einer anstehenden Buchveröffentlichung als lose oder nur mit Klebebindung zusammengehaltene Blattsammlung im einfachen DIN-A4-Format zugestellt, wiewohl zuweilen noch die letzte Korrektur seitens des Lektorats oder/und des Autors aussteht. Angefragt werden solche Fahnenausdrucke noch vor der Erstellung von Leseexemplaren zumeist dann, wenn bereits eine hohe Nachfrage an einer angekündigten Buchveröffentlichung besteht oder/und wenn sie sehr umfangreich ist und Rezensionen möglichst gleichzeitig mit dem fertigen Buch vorliegen sollen.

## Abgrenzungen
Bei der Überprüfung der Druckqualität im rein technischen Sinne spricht man bei den maschinellen Druckverfahren von einem Andruck und bei analogen Verfahren mit einem Druckfilm oder bei digitalen Verfahren von einem Prüfdruck. Bei dem kaum noch angewendeten Bleisatz gibt es den endgültigen Korrekturabzug vor dem Einheben des Satzes (oder dem Schlagen der Mater im Rahmen der Herstellung einer Stereotypie).